# 戊烯
戊烯泛指任何含五個碳原子組成的烯。由於結構式可以有不同擺法，戊烯总共有以下六种：

## 不带支链
- 1-戊烯
- 顺-2-戊烯
- 反-2-戊烯

## 带支链
- 2-甲基-1-丁烯
- 3-甲基-1-丁烯（异戊烯中的isopentene）
- 2-甲基-2-丁烯（异戊烯中的isoamylene）
  - 注：异戊烯可以单指3-甲基丁烯[2]，也可以指2-甲基-2-丁烯和2-甲基-1-丁烯的9:1混合物。[3]